# 나이드라 아야디
나이드라 아야디(Naidra Ayadi)는 프랑스의 배우이다.

## 출연 작품
- 히 이븐 헤즈 유어 아이즈 (2016)
- 마농 (2014)
- 레 가젤 (2014)
- SMS (2013)
- 경찰들 (2011)